# Calarcá
Calarcá ist eine Gemeinde (municipio) im Departamento Quindío in der kolumbianischen Kaffeeanbauregion (eje cafetero). Calarcá ist die zweitgrößte Gemeinde in Quindío.

## Geographie
Calarcá liegt auf einer Höhe von 1573 m ü. NN 7 km südöstlich von Armenia und hat eine Jahresdurchschnittstemperatur von 20 °C. Calarcá grenzt im Norden an Salento, im Süden an Córdoba, Buenavista und Pijao sowie an Caicedonia im Departamento Valle del Cauca, im Westen an Armenia und La Tebaida und im Osten an Cajamarca im Departamento Tolima.

## Bevölkerung
Die Gemeinde Calarcá hat 76.803 Einwohner, von denen 60.210 im städtischen Teil (cabecera municipal) der Gemeinde leben (Stand: 2022).

## Geschichte
Die Region wurde ab dem 19. Jahrhundert von anderen kolumbianischen Regionen aus besiedelt, insbesondere aus Antioquia. Calarcá wurde 1886 gegründet und erhielt 1905 den Status einer Gemeinde.

## Wirtschaft
Der wichtigste Wirtschaftszweig von Calarcá ist die Landwirtschaft, insbesondere der Anbau von Kaffee. Zudem spielt der Tourismus eine wichtige Rolle.

## Tourismus

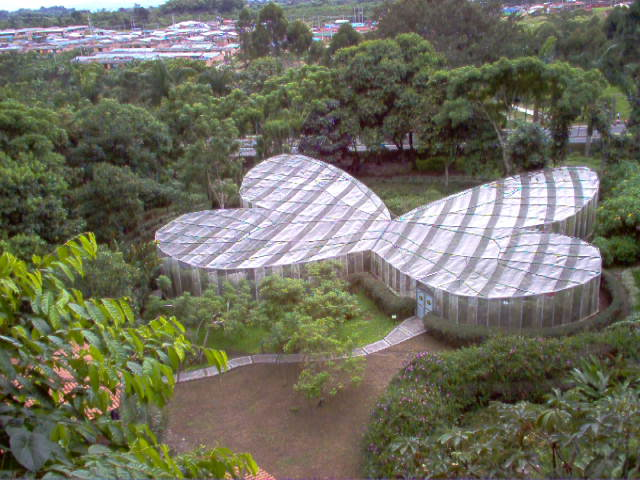
Der Schmetterlingszoo im Jardín Botánico del Quindío

In Calarcá befindet sich der botanische Garten Jardín Botánico del Quindío, der auch für seinen Schmetterlingszoo bekannt ist. Der botanische Garten wurde 1979 gegründet. In Calarcá findet jährlich das Kaffeefestival Fiesta Nacional del Café statt, das für seine Jeep-Parade Yipao und den Schönheitswettbewerb Reinado Nacional del Café bekannt ist.

## Söhne und Töchter der Stadt
- Jorge Bermúdez (* 1971), Fußballspieler
- Jairo Hernández (* 1972), Radrennfahrer